# Springbrook-Nationalpark
Der Springbrook-Nationalpark ist ein Nationalpark im Gold Coast-Hinterland an der Ostseite der Great Dividing Range im australischen Bundesstaat Queensland, 78 Kilometer südlich von Brisbane.
Er ist Teil des UNESCO-Welterbes Gondwana-Regenwälder Australiens. Im Dezember 1994 dehnte das UNESCO World Heritage Committee offiziell das Welterbegebiet „Central Eastern Rainforest Reserves Australia“ (CERRA) über den Scenic Rim (inkl. Main-Range-, Mount-Barney-, Lamington- und Springbrook-Nationalparks sowie Goomburra Forest Reserve) und die Regenwälder des nördlichen New South Wales aus.
Der Nationalpark lässt sich in vier Gebiete unterteilen: das Springbrook Plateau, die Natural Bridge, Numinbah und Mount Cougal.
Der Springbrook-Nationalpark ist touristisch gut erschlossen. Es gibt zahlreiche Wanderwege und im Springbrook Plateau viele Aussichtspunkte.

## Gebiet Mount Cougal
Das Mount-Cougal-Gebiet des Parks liegt etwa 20 Kilometer landeinwärts von Currumbin. Es begann 1938 mit einer Fläche von 142 Hektar, die geschützt wurde und über die Zeit kam man auf eine Fläche von 811 Hektar. 1990 wurde das Gebiet mit dem Springbrook-Nationalpark zusammengelegt.
Das Gebiet ist nach dem Mount Cougal benannt, der sich im Park befindet, genau auf der Queensland-Seite der Grenze zu New South Wales. Der Berg hat zwei Gipfel, genannt Ost- und Westgipfel, und reicht bis 694 Meter über den Meeresspiegel.

## Gebiet Natural Bridge
Die Natural Bridge ist ein natürlich geformter Felsbogen über dem Cave Creek, ein Nebenfluss des Nerang River. Er wurde von einem Wasserfall geformt, der einen Durchbruch in eine Höhle schuf und danach einen Felsbogen hinterließ.

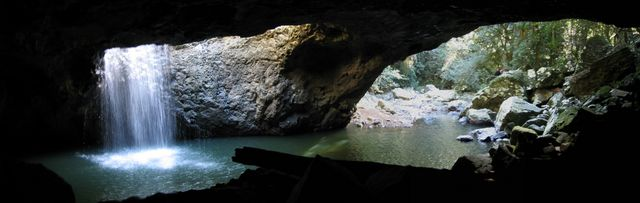
Wasserfall, der durch die Natural Bridge während des Sommers fließt

## Gebiet Springbrook Plateau
Verschiedene Wasserfälle lassen sich entlang kurzer Wanderwege im Gebiet des Springbrook Plateau beobachten. Der Rundweg, der entweder an dem Tallanbana- oder Goomoolahra-Picknickbereich startet, führt an den Wasserfällen „Twin Falls“, „Rainbow Falls“, „Goomoolahra Falls“, „Kadjagooma Falls“, „Ngarri-dhum Falls“, „Gooroolba Falls“, „Poonyahra Falls“, „Poondahra Falls“ und „Blackfellow Falls“ vorbei. Der Gwongorella-Picknickbereich ist der Zugangspunkt für die Wanderung zu den Wasserfällen „Purlingbrook Falls“ und „Tanninaba Falls“.